# Милиционар
«Милиционар» (серб. ФК Милиционар) — бывший югославский футбольный клуб из общины Чукарица в округе Белград в центральной Сербии. Клуб основан в 1946 году, прекратил существование в 2001 году, домашние матчи проводил на стадионе «Макиш», вмещающем 4 000 зрителей. Лучшим результатом команды является 11-е место в Первой лиге Союзной Республики Югославия в сезоне 1998/99.

## История
«Милиционар» основан в 1946 году по инициативе футбольных фанатов в полиции Белграда. Футболисты выступавшие в клубе часто являлись членами Министерства внутренних дел Сербии. Сезон 2000/01 команда завершила на последнем месте и после трех сезонов в Первой лиге покинула элиту. После окончания сезона «Милиционар» объединился с «Радничками» из Обреноваца и прекратил свое существование.

## Достижения
- Кубок Югославии
  - Полуфинал: 1999/2000
- Вторая лига Югославии
  - Победитель: 1997/98